# 10286 Shnollia
A 10286 Shnollia (ideiglenes jelöléssel 1982 SM6) a Naprendszer kisbolygóövében található aszteroida. Ljudmila Ivanovna Csernih fedezte fel 1982. szeptember 16-án.